# Nystalea nigritorquata
Nystalea nigritorquata är en fjärilsart som beskrevs av Paul Dognin 1900. Nystalea nigritorquata ingår i släktet Nystalea och familjen tandspinnare. Inga underarter finns listade i Catalogue of Life.